# Jiří Šašek
Jiří Šašek (11. května 1930, Žamberk – 15. června 1996, Praha) byl český herec, jedna z hereckých hvězd 60. let 20. století, člen Divadla Rokoko, herecký partner Darka Vostřela, se kterým tvořil komickou dvojici.

## Život
Narodil se do rodiny Františka Šaška. Rodiče se zabývali ochotnicky divadlem, takže se s nimi již ve čtyřech letech objevil na jevišti jako Kalafunovo děcko ve hře Strakonický dudák. V roce 1947 se stal členem studentského divadelního souboru DÍRA (Divadlo radosti), vedeného bratry Kühnovými. Po maturitě měl zájem jít na FAMU, avšak neudělal zkoušky, uspěl však na Pedagogické fakultě UK. Současně mu však jeho kamarádi podali přihlášku na Divadelní fakultu Akademie múzických umění v Praze, kam byl pozván na zkoušky a byl přijat. Studoval v ročníku společně např. s Janou Štěpánkovou, Vladimírem Brabcem, Josefem Zímou, Petrem Haničincem a Alenou Vránovou. K jeho profesorům patřil mj. Miloš Nedbal. Následně byl angažován v divadle v Ostravě. Vojnu trávil ve vojenském uměleckém souboru letectva Vítězná křídla, kde v roce 1955 vytvořil na pódiu poprvé dvojici VOŠA s Darkem Vostřelem.
Pamětníci vědí, že se objevil v oblíbeném televizním dětském seriálu v postavě Robota Emila.
K jeho koníčkům patřilo kreslení (svou první samostatnou výstavu měl v divadle Rokoko), ke kterému se později vrátil, když byl po roce 1968 v důsledku probíhající normalizace politicky perzekvován, divadlo Rokoko bylo zrušeno a on nesměl vystupovat v televizi ani hrát ve filmu. Známé jsou např. jeho výstižné karikatury herců a zpěváků.
Při své herecké práci velmi užíval svůj charakteristický hlas, kterému uměl dát zastřený či huhlavý tón, což často zvyšovalo komický účinek jeho herecké práce. Svoji poslední filmovou roli vytvořil ve filmu Pějme píseň dohola v roce 1990 při režijním debutu Ondřeje Trojana.
Za svůj život byl dvakrát ženatý, poprvé s operní zpěvačkou Květou Koníčkovou, podruhé s výtvarnicí Boženou, manželství trvalo přes 30 let.
Po listopadu 1989 se dvojice Vostřel a Šašek rozpadla, Vostřel odmítl obnovení divadla Rokoko, neboť již byl také vážně nemocný a naposledy se ještě setkali na vystoupení pro krajany ve Švýcarsku v roce 1991. V závěru života měl Šašek zdravotní potíže a byla mu transplantována ledvina. Přesto ještě hrál v souboru divadla v Mladé Boleslavi.

## Filmografie, výběr
- 1948 Na dobré stopě (skaut)
- 1960 Robot Emil (TV seriál – hlavní role: robot Emil)
- 1961 Florián
- 1963 Modrý autobus (TV film)
- 1964 Kdyby tisíc klarinetů (voják)
- 1965 Třicet jedna ve stínu
- 1969 Pražská romance (TV film)
- 1990 Pějme píseň dohola (Čada)